# Ladja norcev
Ladja norcev je alegorija, ki se v zahodni kulturi pojavlja že od antike. Govori o ladji z disfunkcionalno posadko blaznežev, ki pluje po rekah. Uporablja se pri kritiki vladanja ali upravljanja, ki naj ne bi temeljilo na razumni presoji in strokovnem znanju.

## Antika
Ladja norcev se kot alegorija pojavi v VI. knjigi Platonovega dela Država. Platon jo uporabi kot argument v svoji kritiki demokracije. Bistvo alegorije v Platonovem prikazu je primerjava demokracije (upravljanja države z demokratično vlado) s podobo ladje brez kapitana, na kateri so poveljstvo na silo prevzeli blazneži, lahkomiselni potniki, ki so ravnodušni ali ne poznajo smeri ladje. Ta fanatična množica je sposobna ubiti ali omamiti vsakogar, ki ji stoji na poti, in meni, da je pravi kapitan, ki pozna zvezde, veter in navigacijo, nepotreben. S to alegorijo je Platon ponazoril položaj filozofa in njegove zavrnitve s strani države.
Zamislite si floto ali ladjo s kapitanom, ki je večji in močnejši od vseh članov posadke, vendar je nekoliko gluh in podobno slaboviden, njegovo znanje navigacije pa ni kaj dosti boljše. Mornarji se med seboj prepirajo o krmarjenju – vsak od njih meni, da bi moral imeti pravico krmariti ladjo, čeprav se ni nikoli naučil umetnosti navigacije in ne more povedati, kdo in kdaj ga je tega naučil, poleg tega pa trdi, da se tega ni mogoče naučiti, in so pripravljeni na koščke razsekati vsakogar, ki bi trdil nasprotno. Zgrinjajo se okoli kapitana, ga prosijo in moledujejo, naj jim prepusti krmilo. Če kdaj ne prevladajo, ampak imajo drugi prednost pred njimi, te druge ubijejo ali jih vržejo čez krov; in potem, ko plemenitega kapitana najprej omamijo s pijačo ali kakšno narkotično drogo, se uprejo, prevzamejo nadzor nad ladjo in se tako dokopljejo do tega, kar ladja prevaža. Pijejo in se zabavajo ter plujejo tako, kot bi od takšnih ljudi pričakovali. Tistega, ki je njihov somišljenik in jim spretno pomaga pri načrtu, da bi prisilili ali prepričali kapitana, da jim dovoli prevzeti nadzor, imenujejo pravi mornar, pravi pilot, sposoben pomorščak; druge ljudi pa imenujejo ničvredneži in jih zlorabljajo. Nikoli pa niso pomislili in ne razumejo tega, da mora pravi kapitan ladje, če naj bo resnično primeren, da prevzame poveljstvo nad ladjo, nujno dobro poznati letne čase, zvezde na nebu, vetrove in vse, kar je povezano z njegovo umetnostjo. Če je na ladji tako stanje upora in so mornarji uporniki, kako bodo gledali na pravega kapitana? Ali ga ne bodo mar imenovali blebetavec, sanjač in ničvrednež?

## Srednji vek
Različice motiva ladje norcev na bolj ali manj simboličnem potovanju se večkrat pojavijo v literaturi in umetnosti 15. in 16. stoletja. Platonov koncept je bil vir za satirično literarno delo Ladja norcev (nemško Narrenschiff, 1494) Nemca Sebastiana Branta, ki ga je verjetno navdihnil mit o Argonavtih. V nasprotju z ladjo Argonavtov, kjer vsak član posadke predstavlja arhetip posamezne človeške spretnosti, ladja norcev predstavlja antiarhetipe človeštva. Brantova epska pesnitev, ki je navdihnila istoimensko sliko Hieronymusa Boscha, pripoveduje o floti »ladij norcev«, ki je iz Basla odplula v raj norcev, Naragonijo. Ladja norcev je služila tudi kot parodična in satirična podoba Katoliške cerkve.

## 20. stoletje
Ladja norcev se v umetnosti 20. stoletja pojavi večkrat. Nanjo se sklicujeta roman Ladja norcev (Ship of Fools, 1962) avtorice Katherine Anne Porter in dramski film Ladja norcev (Ship of Fools, 1965) režiserja Stanleyja Kramerja. Motiv omenja tudi skladba Ship of Fools z albuma Morrison Hotel glasbene skupine The Doors. Alegorijo je v 20. stoletju prevzel tudi filozof Michel Foucault v delu Zgodovina norosti v dobi klasicizma (1961).

### Foucault
Foucault je ladje norcev opisoval kot zgodovinsko dejstvo. Dejal je, da zgodovinski dokumenti kažejo, da naj bi »norce« pogosto zaupali lastnikom ladij, ki so jih prevažali po rekah, vendar niso mogli nikjer pristati. Po Foucaultu so ladje norcev metafora za družbeno hierarhijo. Razlaga njegove različice se tako radikalno razlikuje od Platonove izvirne različice. Zgodovinska stroka je njegove trditve ovrgla, vendar pa so bile reke z izgonom neprilagojenih posameznikov iz srednjeveških mest pogosto povezane. Mestne oblasti v Frankfurtu naj bi tako ladjarjem naložile dolžnost, da mesto odrešijo norca, ki je hodil gol. Trgovci in ladjarji naj bi blazneže prevažali v večja trgovska mesta, da bi jih »izgubili« in tako pred njimi rešili svoje domače mesto, ali pa so jih peljali na romanje v svet kraj in jih pustili tam.